# RocketMail
O RocketMail foi um dos primeiros grandes serviços de webmail gratuitos. O serviço era originalmente um produto da Four11 Corporation. Por um breve período, o RocketMail lutou com o Hotmail pelo primeiro lugar entre os serviços de webmail gratuitos. A Four11, incluindo RocketMail, foi adquirida pelo Yahoo! em 1997 por US$ 92 milhões. O Yahoo! assimilou o motor RocketMail. O Yahoo! Mail era essencialmente o antigo sistema de Webmail RocketMail.
No momento da transição, os usuários do RocketMail podiam escolher um Yahoo! ID, uma vez que não foi garantida a disponibilidade de seu RocketMail ID no Yahoo!, ou podiam usar nomedeusuário.rm como seu Yahoo! ID. Assim, eles foram capazes de manter seu endereço rocketmail.com e receber os mesmos serviços que todos os usuários do Yahoo!.
Em 19 de junho de 2008, o Yahoo! iniciou a marca RocketMail novamente, permitindo que novos usuários se inscrevessem em contas sob o domínio rocketmail.com, o que não havia sido possível desde a aquisição da Four11 Corporation. Em abril de 2013, o Yahoo! fechou o suporte para a criação de novos endereços de e-mail Rocketmail; contas existentes do Rocketmail não foram afetadas.